# 3,7 cm KwK 36
El 3,7 cm KwK 36 L/45 (3,7 cm Kampfwagenkanone 36 L/45) fue un cañón de tanque alemán utilizado comúnmente como el armamento principal de las primeras versiones del tanque medio Panzerkampfwagen III utilizado durante la Segunda Guerra Mundial.
Esencialmente fue una adaptación del cañón antitanque 3,7 cm PaK 36 para ser utilizado en vehículos blindados de combate.

## Munición
El 3,7 cm KwK 36 utilizaba el proyectil 37 x 249 mm R. A continuación se muestra el rendimiento promedio de penetración al disparar contra láminas de blindaje homogéneo laminado con una inclinación de 30°.
PzGr.18 (AP)
- Peso del proyectil: 0,658 kg
- Velocidad de salida: 745 m/s

| 100 m | 500 m | 1000 m | 1500 m | 2000 m |
| 34 mm | 29 mm | 22 mm  | 20 mm  |        |

PzGr.40 (APCR)
- Peso del proyectil: 0,368 kg
- Velocidad de salida 1.020 m/s

| 100 m | 500 m | 1000 m | 1500 m | 2000 m |
| 64 mm | 31 mm |        |        |        |

PzGr.39 - (AP) Perforador de blindaje
Sprgr.Patr.34 - (HE) Alto poder explosivo

## Vehículos en los cuales fue montado
- Leichttraktor
- Neubaufahrzeug
- Sd.Kfz. 141 Panzerkampfwagen III Ausf. A hasta Ausf. E
- Sd.Kfz. 141 Panzerkampfwagen III Ausf. F (los 100 últimos Ausf. F fueron equipados con el cañón de 5 cm KwK 38 L/42)
- Sd.Kfz. 141 Panzerkampfwagen III Ausf. G (los primeros 50 de la serie Ausf. G)